# Épinonville
Épinonville je francouzská obec v departementu Meuse v regionu Grand Est. Žije zde 69 obyvatel.

## Poloha obce
Obec leží u hranic departementu Meuse s departementem Ardensko.

### Sousední obce
| Růžice kompasu | Exermont (Ardensko) | Cierges-sous-Montfaucon | Nantillois           | Růžice kompasu |
| Růžice kompasu | Baulny              | Sever                   | Montfaucon-d'Argonne | Růžice kompasu |
| Růžice kompasu | Baulny              | Épinonville             | Montfaucon-d'Argonne | Růžice kompasu |
| Růžice kompasu | Baulny              | Jih                     | Montfaucon-d'Argonne | Růžice kompasu |
| Růžice kompasu | Charpentry          | Véry                    |                      | Růžice kompasu |